# Normativer Schadensbegriff
Der normative Schadensbegriff ist ein Fachbegriff im deutschen Schadensersatzrecht.
Nicht alle verursachten Schäden können auf gleiche Weise erfasst werden. Im Regelfall bestimmt sich ein entstandener Schaden nach der Differenzhypothese. Der normative Schadensbegriff jedoch soll die Ersatzfähigkeit solcher Schäden bestimmen, welche mit der Differenzhypothese allein nicht erfasst werden können. In solchen Fällen ist es geboten, unter Berücksichtigung des Schutzzwecks der Norm eine – somit normative – Korrektur vorzunehmen.
Ist ein Schaden bereits auf andere Art ersetzt worden, beispielsweise aufgrund der eigenhändigen Reparatur durch den Geschädigten, so erscheint es unbillig, den Schädiger hiervon profitieren zu lassen.
Gleiches gilt, wenn der Geschädigte den Schaden von seiner Versicherung ersetzt erhält.
Nach der Differenzhypothese gelten solche Schäden als nicht ersatzfähig.
Eine eindeutige Bestimmung des Begriffs des normativen Schadens erweist sich jedoch als schwierig. Rechtsprechung und Literatur vertreten hierzu unterschiedliche Auffassungen.